# قائمة سجون مصر
| اسم السجن                                                      | تاريخ الإنشاء           | ملاحظات                                                                             |
| -------------------------------------------------------------- | ----------------------- | ----------------------------------------------------------------------------------- |
| سجن الحضرة بالاسكندرية                                         |                         | يضم نحو 1800 سجين                                                                   |
| سجن برج العرب                                                  | 2004                    |                                                                                     |
| سجن الاستئناف (باب الخلق)                                      | 1901                    | سجن إنتقالي، ولكنه تحول إلى مقر لكثير من المساجين                                   |
| سجن الفيوم                                                     | 1995                    |                                                                                     |
| سجن استقبال طره                                                |                         |                                                                                     |
| سجن ليمان طره                                                  |                         |                                                                                     |
| سجن العقرب (سجن طرة شديد الحراسة)                              | 1993                    |                                                                                     |
| سجن دمنهور                                                     |                         |                                                                                     |
| سجن أبي زعبل                                                   |                         |                                                                                     |
| سجن ليمان أبي زعبل                                             | 1896                    |                                                                                     |
| سجن وادى النطرون (1)                                           |                         |                                                                                     |
| سجن وادى النطرون (2)                                           |                         |                                                                                     |
| سجن الوادى الجديد                                              | 1956                    | انشئ في عهد عبد الناصر واعيد افتتاحه عام 1995                                       |
| سجن القناطر الخيرية                                            | 1957                    | يضم سجن للنساء                                                                      |
| سجن أسيوط العمومي                                              | 1901                    |                                                                                     |
| ليمان المنيا (بدائرة مديرية أمن المنيا)                        | 12 أبريل 2014           | يتسع لحوالي 15 ألف نزيل                                                             |
| سجن المنيا شديد الحراسة [سجن عمومي] (بدائرة مديرية أمن المنيا) | 12 أبريل 2014           |                                                                                     |
| سجن 15 مايو (جنوب القاهرة)                                     | 4 يونيو/حزيران 2015     | اقيم على مساحة 105 آلاف متر مربع، ويتسع لـ4 آلاف سجين، بمعدل 40 نزيلًا داخل كل عنبر. |
| سجن الكيلو 10 ونص                                              | قرار رقم 2345 لسنة 2015 | الموقع مستخدم كمكان للاحتجاز الغير قانوني منذ التسعينيات.                           |
| سجن قنا                                                        | 1898                    | يضم نحو 1400 سجين                                                                   |
| سجن الزقازيق العمومي                                           |                         |                                                                                     |
| الجب (سجن)                                                     |                         |                                                                                     |
| سجن أبي زعبل الصناعي                                           |                         |                                                                                     |
| سجن العزولي                                                    |                         |                                                                                     |
| سجن طرة                                                        |                         |                                                                                     |
| سجن مزرعة طرة                                                  |                         |                                                                                     |
| معتقل الهايكستب                                                |                         |                                                                                     |
| سجن الصالحية بالشرقية                                          |                         |                                                                                     |
| سجن بورسعيد                                                    |                         |                                                                                     |
| سجن المستقبل بالإسماعيلية                                      |                         |                                                                                     |
| سجن الطور                                                      |                         |                                                                                     |
| سجن العريش                                                     |                         |                                                                                     |
| سجن الوادي الجديد                                              |                         |                                                                                     |
| سجن مطروح                                                      |                         |                                                                                     |
| سجن سفاجا                                                      |                         |                                                                                     |
| سجن الخارجة                                                    |                         |                                                                                     |
| سجن كوم أمبو                                                   |                         |                                                                                     |
| سجن سوهاج                                                      |                         |                                                                                     |
| سجن الأقصر                                                     |                         |                                                                                     |
| سجن القطا ( شمال الجيزة)                                       |                         |                                                                                     |
| سجن القلعة                                                     |                         |                                                                                     |
| معتقل الهايكستب ( شرق القاهرة)                                 |                         |                                                                                     |

، و، ، وسجن مركزي جديد في محافظة البحيرة،

## سجون قيد الإنشاء
| إسم السجن                                                      | قرار الإنشاء       | ملحوظة |
| -------------------------------------------------------------- | ------------------ | --- |
| سجن العبور المركزي (سجن مركزي بمديرية أمن القليوبية)           | 2016               | |
| سجن شديد الحراسة بجمصة [سجن عمومى](بدائرة مديرية أمن الدقهلية) | 2013               | يتكلف إنشاء ذلك السجن، الذي يضم سجنا للنساء أيضا، نحو 845 مليون جنيه مصري ويستوعب نحو 15 ألف نزيل |
| ليمان جمصة (بدائرة مديرية أمن الدقهلية)                        | 2013               | إنتهى بناءه في أغسطس 2013 في محافظة الدقهلية والذي تم انشاءه علي مساحة 42 ألف متر مربع بتكلفة 750 مليون جنيه، يحتوي على 384 زنزانة للرجال، و 144 زنزانة للنساء. ومحاط ب44 برج مراقبة |
| سجن مركزي في منطقة قسم ثاني بنها                               | قرار 2396 سنة 2014 | |
| النهضة بمدينة السلام بالقاهرة                                  | 2015               | طابقين علي مساحة 12 ألف متر |
| سجن الجيزة المركزي (غرب القاهرة)                               | 30 ديسمبر 2014     | |
| سجن(2) شديد الحراسة بطرة                                       | قرار 4073 سنة 2014 | |
| سجن دمياط المركزي                                              | ديسمبر 2014        | صدر قرار بتخصيص 16250 متر مربعا لبناء السجن في دمياط في ديسمبر 2014 ليكون تابع لمديرية أمن دمياط، ووصدق علي تخصيص مساحة 19800 متر مربع في إقامة السجن المركزي في أغسطس 2015. |
| سجن مركزي بني سويف                                             | 2013               | |
| سجن الخصوص (القليوبية)                                         | 2015               | |
| سجن إدكو                                                       | 2015               | عارض السكان بناء السجن بمساحة 42 ألف متر مربع على أرض كان مقرر بناء مدينة للحرفيين عليها، وتم اقامة طعن علي قرار الحكومة بمعرفة المستشار القانوني الدكتور / فارس عبد الواحد المحامي بالاستئناف العالي وله العديد من الاحكام القضائية والدعاوي ذات الصلة بالرأي العام وتم اصدار حكما بالغاء قرار رئيس الوزراء بانشاء سجن ادكو . |
| سجن قرية بغداد                                                 | 2016               | |
| سجن الخانكة                                                    | 2016               | |
| سجن جنوب بني سويف                                              | 2016               | |
| سجن أسوان الجديدة                                              | 2017               | |